# Blecko Anders Olsson
Blecko eller Bleckå Anders Olsson, kallad Bleckå/Blecko Anders eller Blickus, född 15 december 1831 i Orsa församling, Kopparbergs län, död 21 februari 1922 i Orsa församling, Kopparbergs län, var en fiolspelman från Orsa.
Olsson var skomakare. Han började spela fiol vid sju års ålder och lärde sig av bland andra Hassis Anders Hansson, mera känd som Maklin Anders Hansson.
Olsson deltog i den första spelmanstävlingen i Mora 1906 och hans repertoar nedtecknades i samband därmed av Nils Andersson och Gössa Anders Andersson. Därför är relativt många i dag bevarade Orsalåtar efter honom.